# Samuel Cherouk
Pour les articles homonymes, voir Cherouk.
Pas d'image ? Cliquez ici

a Compétitions nationales et continentales officielles uniquement.

Dernière mise à jour le 9 novembre 2019.
Samuel Cherouk, né le 5 juin 1976, est un joueur et entraineur de rugby à XV français. De 2017 à 2022, il est entraîneur de l'équipe de France féminine de rugby à XV.

## Biographie
Il joue au poste de troisième ligne au sein de l'ASM Clermont Auvergne (Crabos Reichel), le Racing Club Vichy rugby (Fédérale 1) et le Clermont Université Club (Fédérale 3).
Il devient ensuite entraîneur des espoirs de l'ASM Clermont Auvergne.
En janvier 2017, à la suite du changement de direction de la Fédération française de rugby, il est nommé entraîneur de l'équipe de France féminine de rugby à XV. Il travaille au côté d'Annick Hayraud, manager de l'équipe, et est assisté par Olivier Lièvremont, entraîneur adjoint. Il cumule cette fonction avec celle d'entraîneur des espoirs de l'ASM Clermont Auvergne jusqu'en 2018. En mai 2019, Stéphane Eymard remplace Olivier Lièvremont au poste d'entraîneur adjoint. En juillet 2021, Thomas Darracq rejoint les entraîneurs en place en tant que nouveau responsable sportif de l'équipe. Samuel Cherouk est écarté de l'encadrement de l'équipe après la deuxième place lors du Tournoi des Six Nations féminin 2022.

## Palmarès

### Entraîneur
- Vainqueur du championnat de France Espoir en 2010, 2011, 2012, 2014 et 2018
  - Finaliste championnat de France Espoir en 2009 et 2016
- 3e de la Coupe du monde féminine de rugby à XV 2017
- Grand Chelem dans le Tournoi des Six Nations féminin 2018
- Trophée Anita-Garibaldi (3) : 2017, 2018 et 2020
- Championnat du monde junior :
  - Vainqueur (1) : 2023

| Année | Sélection            | Tournoi     | Poste              | Classement World Rugby à la fin de l'année | Tournoi                  | Coupe du monde |
| ----- | -------------------- | ----------- | ------------------ | ------------------------------------------ | ------------------------ | -------------- |
| 2017  | XV de France féminin | Six Nations | Entraîneur en chef | 3e                                         | 3e                       | 3e             |
| 2018  | XV de France féminin | Six Nations | Entraîneur en chef | 3e                                         | Vainqueur (Grand Chelem) | -              |
| 2019  | XV de France féminin | Six Nations | Entraîneur en chef | 4e                                         | 3e                       | -              |
| 2020  | XV de France féminin | Six Nations | Entraîneur en chef | 4e                                         | 2e                       | -              |
| 2021  | XV de France féminin | Six Nations | Entraîneur         | 3e                                         | 2e                       | -              |
| 2022  | XV de France féminin | Six Nations | Entraîneur         | 4e (à son départ)                          | 2e                       | -              |